# Ouham-Pendé
Ouham-Pendé (franska) eller Wâmo-Pendë (sango) är en prefektur i Centralafrikanska republiken. Den ligger i den västra delen av landet, 400 km nordväst om huvudstaden Bangui. Antalet invånare var 430 506 vid folkräkningen 2003. Arean var 32 100 kvadratkilometer innan prefekturen delades och Lim-Pendé bildades 2021. Ouham-Pendé gränsar till Lim-Pendé, Ouham, Ombella-Mpoko och Nana-Mambéré samt till Kamerun.
Ouham-Pendé delas sedan den administrativa reformen 2021 in i underprefekturerna:
- Bocaranga
- Bossemptélé
- Bozoum
- Koui